# Eunice arenosa
Eunice arenosa är en ringmaskart som beskrevs av Johan Gustaf Hjalmar Kinberg 1865. Eunice arenosa ingår i släktet Eunice och familjen Eunicidae. Inga underarter finns listade i Catalogue of Life.